# 吉亚克和布吕扎克
吉亚克和布吕扎克（法語：Gilhac-et-Bruzac）是法国阿尔代什省的一个市镇，属于普里瓦区（Privas）罗讷河畔拉武尔特县（La Voulte-sur-Rhône）。该市镇2009年时的人口为170人。

## 人口
吉亚克和布吕扎克人口变化图示
| 数据来源：INSEE |